# Zhonghua yinshi wenku
Das Zhonghua yinshi wenku bzw. Zhonghua yin shi wen ku (chinesisch 中華飲食文庫 / 中华饮食文库 – „Buchreihe zu Getränken und Speisen in China“) ist eine in loser Folge erschienene chinesische Buchreihe zur chinesischen Ess- und Trinkkultur, die im Verlag Qingdao chubanshe (青島出版社; Qingdao Publishing House; 7-5436) seit 1995 in Qingdao erschienen ist.
Es ist eine für das Verständnis vieler Aspekte der chinesischen Ess- und Trinkkultur derzeit wichtigsten Materialsammlungen und eine der umfangreichsten wissenschaftlichen Reihen mit aufgearbeitetem historischem Material zu diesem Thema.
Die Buchreihe besteht aus mehreren in sich geschlossenen, teils mehrbändigen Werken, darunter mehrere Wörterbücher bzw. Lexika.
Eine elektronische Version erschien in der SuperStar Digital Library.

## Übersicht
- Zhongguo caiyao dadian 中國菜肴大典 (Großes Wörterbuch der chinesischen Gerichte), Wang Zihui 王子輝 (Hrsg.), 1995 ff.

- - Zhongguo caiyao dadian 中國菜肴大典 (Hai xian shui chan juan 海鮮水產卷), Wang Zihui 王子輝 (Hrsg.), 1995, ISBN 7-5436-1241-0
  - Zhongguo caiyao dadian 中國菜肴大典 (Chu shou chan pin juan 畜獸產品卷), Wang Zihui 王子輝 (Hrsg.), 1995, ISBN 7-5436-1274-7
  - Zhongguo caiyao dadian 中國菜肴大典 (Qin niao chong dan juan 禽鳥蟲蛋卷), Wang Zihui 王子輝 (Hrsg.), 1995, ISBN 7-5436-1247-X
  - Zhongguo caiyao dadian 中国菜肴大典 (Su cai juan 素菜巻), Wang Zihui 王子輝 (Hrsg.), 1997, ISBN 7-5436-1486-3
  - Zhongguo caiyao dadian 中国菜肴大典 (Shi jin hua pin juan 什锦花拼巻), Wang Zihui 王子輝 (Hrsg.), 1997, ISBN 7-5436-1491-X
  - Zhongguo caiyao dadian 中国菜肴大典 (Gu shu jun guo juan 谷蔬菌果卷), Wang Zihui 王子輝 (Hrsg.), 1997, ISBN 7-5436-1376-X

- Zhongguo pengren yuanliao dadian 中国烹饪原料大典 (Wörterbuch der chinesischen Kochzutaten), Nie Fengqiao 聂凤乔 et al. (Hrsg.), 1998

- Zhongguo caiyao shi 中國菜肴史 (Geschichte der chinesischen Gerichte), Qiu Pangtong 邱龐同, 2001, ISBN 7-5436-2418-4

- Zhongguo yinshi shiwen dadian 中國飲食詩文大典 (Wörterbuch der Speisen und Getränke in der Literatur), Xiong Sizhi 熊四智 (Hrsg.), 1995, ISBN 7-5436-1275-5

- Zhongguo yanxi yanhui dadian 中國筵席宴會大典 (Wörterbuch der Festessen und Bankette), Chen Guangxin 陳光新 (Hrsg.), 1995, ISBN 7-5436-1226-7

- Zhongguo canyin fuwu dadian 中国餐饮服务大典 (Wörterbuch zu Gastronomie und Handel), Chen Guangxin 陈光新 (Hrsg.), 1999

- Zhongguo yaoshan dadian 中國藥膳大典 (Wörterbuch der kulinarischen Diätküche), Peng Mingquan 彭铭泉 (Hrsg.), 2000, ISBN 7-5436-2110-X

- Zhongguo miandian shi 中國麵點史/中國面點史/中国面点史 (Geschichte der chinesischen Teigwaren), Qiu Pangtong 邱龐同, 1995 (auch 2000), ISBN 7-5436-1276-3

- Huaiyang yinshi wenhua shi 淮揚飲食文化史 (Geschichte der Getränke und Speisen des Huaiyang-Gebietes, d. h. von Jiangsu und Zhejiang), Zhang Yiming  章儀明 (Hrsg.) 1995 (auch 2002), ISBN 7-5436-1048-5

- Zhongguo canyin mingdian dadian 中国餐飲名店大典 (Wörterbuch berühmter Restaurants und Küchen), Lin Zejin 林則普 (Hrsg.), 1997

- Zhongguo mingchu dadian 中国名厨大典 (Lexikon berühmter chinesischer Köche), Lin Zepu 林则普 (Hrsg.), 1997, ISBN 7-5436-1442-1

- Zhongguo shiqian yinshi shi 中国史前饮食史 (Geschichte der prähistorischen Getränke und Speisen Chinas), Wang Renxiang 王仁湘 (Hrsg.), 1997, ISBN 7-5436-1480-4

- Zhongguo mimian shipin dadian 中國米麵食品大典 (Wörterbuch zu Reismehlprodukten), Li Zhengquan 李正權 (Hrsg.), 1997